# Undulátor

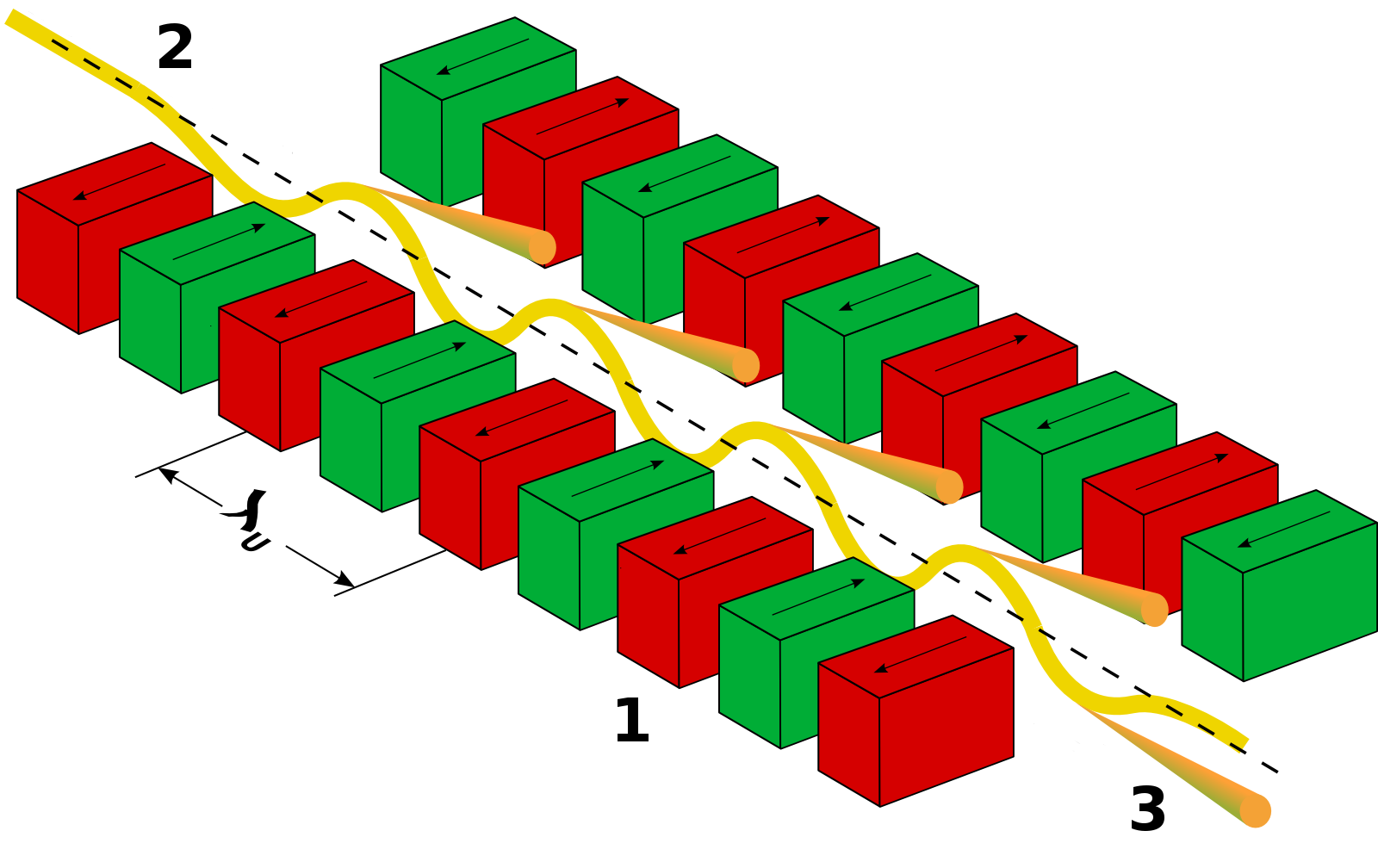
Az undulátor vázlatos felépítése

A wiggler (angolban to wiggle = kígyózik) és az undulator (to undulate = hullámzik) két hasonló elven működő eszköz szinkrotronsugárzás előállítására.

## Működése
A wigglerekben és undulatorokban állandó mágnesek helyezkednek el két sorban az ábrán látható módon (zöld és piros), az egymást követőek polaritása ellentétes. A töltött részecskék (gyakran elektronok) közöttük szinusz-szerű pályán mozognak, melynek alsó és felső pontjában legnagyobb a gyorsulás, ott jelentős szinkrotronsugárzást bocsátanak ki mozgásirányban.
A kibocsátott sugárzás tulajdonságai erősen függenek az egyes mágnesek hosszától, a mágneses tér erősségétől és a részecske sebességétől, töltésétől és tömegétől.

## Különbség a wiggler és az undulátor között
A wiggler az undulátortól a szinkrotronsugárzás előállításának módjában különbözik.
A wigglerben a részecskéket nagyon erősen kitérítik, hogy nagy fotonenergiát érjenek el. Erősebb mágnes alkalmaznak, mint az undulátorban. A wiggler sugárzási kúpja a nagy kitérések miatt a tengelyéhez képest nagy szöget zár be, emiatt fedik egymást, emiatt nem tudnak interferálni: a sugárzás spektruma viszonylag széles.
Az undulátornál az elektronpályát úgy választják meg, hogy az összes sugárzási kúp interferáljon egymással. Ez csak kis kitérések esetén történhet meg. Ez kisebb fotonenergiához, de élesebb spektrumhoz és nagyobb fényességhez vezet. A kibocsátott sugárzás nyílásszöge is kisebb.
Az intenzitás mindkét esetben arányos a kitérések számával és a sugárzást kibocsátó elektroncsomagban lévő elektronok számával.
Az undulátor és a wiggler közötti átmenetet a dimenzió nélküli undulátorparaméter írja le:
{\displaystyle K={\frac {eB\lambda _{u}}{2\pi mc}},}
ahol e az elektrontöltés, B a mágneses indukcióvektor, {\displaystyle \lambda _{u}} az undulátorperiódus (lásd az ábrát), m az elektrontömeg és c a fénysebesség.
{\displaystyle K<1} esetben a kitérés kicsi, a sugárkúpok átfedik egymást, ekkor undulátorról beszálünk. {\displaystyle K>1} a wiggler esete, az elektron mozgása nagyobb, a fénykúpok nem adódnak össze.
Ahhoz, hogy az undulátorban ugyanolyan fotonenergiát elérjünk, mint a wigglerben, az elektroncsomagokat nagyobb energiára kell felgyorsítanunk. Ez a többletráfordítás azonban megtérül, mivel a kibocsátott sugárzás jelentősen fényesebb és szűkebb spektrumú. Csak a modern szinkrotronsugárforrások harmadik és negyedik generációjában jutnak szerephez az undulátorok.
Az undulátorok hossza szokásosan néhány méter. Ha ezt a távolságot kinyújtják több tíz vagy több száz méterre, akkor az fénykúpok a hosszabb távon kölcsönhatnak az elektroncsomagokkal, mely a csomagnak kis méretskálájú szerkezetet (mikrostruktúrát) ad. Ekkor szabadelektron-lézerekről beszélünk, melynél a fényesség és az intenzitás jelentősen növekszik. Az intenzitás az elektroncsomagban levő elektronok számának köbével lesz arányos.